# Österreichische Handballmeisterschaft (Frauen) 2010/11
Die 40. Saison der österreichischen Handballmeisterschaft der Frauen begann am 10. September 2010 und endete mit dem zweiten Finalspiel um die österreichische Meisterschaft am 8. Mai 2011. Der amtierende Meister war Hypo Niederösterreich.
In der höchsten Spielklasse, der WHA, waren 12 Teams vertreten. Die Meisterschaft wurde in zwei Phasen gegliedert. In der Hauptrunde spielten alle Teams eine einfache Hin- und Rückrunde gegen jeden Gegner. Danach spielten die ersten beiden Mannschaften ein Finale um den Titel.

## Grunddurchgang
| Pl. | Verein                     | Sp. | S  | U | N  | Tore      | Diff. | Punkte |
| --- | -------------------------- | --- | -- | - | -- | --------- | ----- | ------ |
| 1.  | Hypo Niederösterreich      | 22  | 22 | 0 | 0  | 0898:3570 | +541  | 44     |
| 2.  | SG Witasek Kärnten         | 22  | 18 | 1 | 3  | 0676:5140 | +162  | 37     |
| 3.  | MGA Fivers                 | 22  | 17 | 1 | 4  | 0667:6310 | +36   | 35     |
| 4.  | SSV Dornbirn Schoren       | 22  | 12 | 3 | 7  | 0573:5860 | −13   | 27     |
| 5.  | Hypo Niederösterreich 2    | 22  | 13 | 0 | 9  | 0580:5140 | +66   | 26     |
| 6.  | DHC WAT Fünfhaus           | 22  | 9  | 1 | 12 | 0535:5670 | −32   | 19     |
| 7.  | UHC Goldmann Druck Tulln   | 22  | 9  | 0 | 13 | 0596:6450 | −49   | 18     |
| 8.  | HC MGT BW Feldkirch        | 22  | 7  | 3 | 12 | 0533:6000 | −67   | 17     |
| 9.  | McDonald’s ZV Wr. Neustadt | 22  | 7  | 2 | 13 | 0561:6670 | −106  | 16     |
| 10. | Tecton WAT Atzgersdorf     | 22  | 5  | 2 | 15 | 0540:6790 | −139  | 12     |
| 11. | UHC Eggenburg              | 22  | 5  | 1 | 16 | 0512:6780 | −166  | 11     |
| 12. | SG UHC Stockerau           | 22  | 1  | 0 | 21 | 0473:7060 | −233  | 2      |

Vor Beginn der Saison beschloss der ÖHB, dass Hypo Niederösterreich nicht wie in den beiden Saisonen zuvor als amtierender Meister nicht mehr nur im Finaldurchgang antreten solle, sondern auch den Grunddurchgang spielen müsse. Aus diesem Grund stieg Hypo Niederösterreich aus dem WHRL-Bewerb aus.

## Finale
| 04.05.2011 | SG Witasek Kärnten – Hypo Niederösterreich | 18:35 |
| 19.05.2012 | Hypo Niederösterreich – SG Witasek Kärnten | 44:18 |

Hypo Niederösterreich wurde damit zum 35. Mal in Serie Handball-Meister. Den Cup holte sich Hypo Niederösterreich gegen Hypo Niederösterreich 2 mit einem 36:22-Sieg, das Spiel um Platz 3 entschied Bundesligist Union Korneuburg gegen Tecton WAT Atzgersdorf mit 31:27 für sich.